# Simon Ignatius Pimenta
Simon Ignatius Pimenta (Marol, 1º marzo 1920 – Mumbai, 19 luglio 2013) è stato un cardinale e arcivescovo cattolico indiano.

## Biografia
Nacque a Marol il 1º marzo 1920.
Fu ordinato sacerdote a Bombay il 21 dicembre 1949.
Il 5 giugno 1971 papa Paolo VI lo elesse vescovo titolare di Bocconia ed ausiliare di Bombay. Ricevette l'ordinazione episcopale il 29 giugno dello stesso anno dal cardinale Valerian Gracias.
Il 26 febbraio 1977 fu nominato arcivescovo coadiutore di Bombay. L'11 dicembre dell'anno successivo divenne arcivescovo della capitale indiana. Mantenne l'incarico fino all'8 novembre 1996, quando gli succedette l'arcivescovo Ivan Dias.
Papa Giovanni Paolo II lo elevò alla dignità cardinalizia nel concistoro del 28 giugno 1988. Il 1º marzo 2000 perse il diritto al voto nel futuro conclave per il raggiungimento degli 80 anni d'età.
Dal 1982 al 1988 presiedette la Conferenza Episcopale Indiana e, dal 1993 al 1997, quella Latina Indiana.
Si spense a Mumbai il 19 luglio 2013 all'età di 93 anni. È sepolto nel cimitero della chiesa di San Giovanni Evangelista di Marol.

## Genealogia episcopale e successione apostolica
La genealogia episcopale è:
- Cardinale Scipione Rebiba
- Cardinale Giulio Antonio Santori
- Cardinale Girolamo Bernerio, O.P.
- Arcivescovo Galeazzo Sanvitale
- Cardinale Ludovico Ludovisi
- Cardinale Luigi Caetani
- Cardinale Ulderico Carpegna
- Cardinale Paluzzo Paluzzi Altieri degli Albertoni
- Cardinale Gaspare Carpegna
- Cardinale Fabrizio Paolucci
- Cardinale Francesco Barberini
- Cardinale Annibale Albani
- Cardinale Federico Marcello Lante Montefeltro della Rovere
- Vescovo Charles Walmesley, O.S.B.
- Vescovo William Gibson
- Vescovo John Douglass
- Vescovo William Poynter
- Vescovo Thomas Penswick
- Vescovo John Briggs
- Arcivescovo William Bernard Ullathorne, O.S.B.
- Cardinale Henry Edward Manning
- Cardinale Herbert Vaughan
- Cardinale Francis Alphonsus Bourne
- Arcivescovo Richard Downey
- Arcivescovo Thomas Roberts, S.I.
- Cardinale Valerian Gracias
- Cardinale Simon Ignatius Pimenta

La successione apostolica è:
- Vescovo Ferdinand Joseph Fonseca (1980)
- Vescovo Francis Leo Braganza, S.I. (1987)
- Vescovo Bosco Penha (1987)
- Vescovo Thomas Bhalerao, S.I. (1987)
- Vescovo Ignatius D’Cunha (1989)
- Vescovo Thomas Dabre (1990)
- Arcivescovo Stanislaus Fernandes, S.I. (1990)
- Vescovo Edwin Colaço (1995)
- Arcivescovo Bernard Blasius Moras (1997)
- Vescovo Godfrey de Rozario, S.I. (1997)